# 李蘧 (明朝)
李蘧（16世紀—17世紀），本名李當泰，字二則，廬州合肥人，明朝、南明政治人物。

## 生平
李蘧是天啟七年（1627年）丁卯科應天鄉試舉人，辦事干練，因守城功勞授中書舍人。史可法推薦他擔任軍前監紀，從職方主事遷官郎中，掌管章奏，母親逝世後辭官。隆武帝繼位後，擢升李蘧為僉都御史，巡撫金華、衢州，賜與尚方劍方便行事，居喪期間任軍職，命監紀兵部主事韋人龍到衢州，之後他以兵部右侍郎總督浙直、江西。他與黃道周不和，故上疏糾察道周，又推薦蔡鼎知，隆武帝拜任鼎知為御營左軍軍師兼贊軍務。鄭彩戰敗，李蘧請求監督郭熺、陳秀到永定關，唯一開戰就退卻，他自己上疏請罪，朝廷因為他是馬士英的私交，曾指出他有治兵才能，特許讓他任職事官戴罪，將功補過。福京失守，李蘧歸鄉，不響應清朝徵召到去世。

## 引用
1. 1 2  錢海岳《南明史·卷四十八·列傳第二十四》：李蘧，本名當泰，字二則，合肥人。天啟七年舉於鄉。有幹濟才，以守城功，授中書舍人。史可法薦軍前監紀，自職方主事遷郎中，司章奏。母憂歸。
2. ↑  錢海岳《南明史·卷四十八·列傳第二十四》：紹宗即位，蘧擢僉都御史，巡撫金、衢，賜尚方劍便宜行事。墨絰從戎。命監紀兵部主事韋人龍向衢州，已以兵部右侍郎總督浙、直、江西。與黃道周不合，疏糾之。以蔡鼎知兵薦，上命三聘之，不至，最後以方外服見，拜御營左軍軍師兼贊軍務，而占試無驗。鄭彩敗回，請督郭熺、陳秀出永定關，一戰而退，蘧上疏引罪。蘧，故馬士英私人，密言有治兵才，宜在使過之列，特許以事官戴罪。福京亡，歸里。清召不應，卒。